# Consistórios de Gregório XII
Esta entrada contém a lista completa das Consistórias para a criação de novos cardeais presidida pelo Papa Gregório XII, com uma indicação de todos os cardeais criados.
Em dois concistori, Gregorio XII criou 14 cardeais, provenientes de quatro nações: 11 italianos, 1 inglês, 1 alemão e 1 espanhol.

## 9 de maio de 1408
Em 9 de maio de 1408, durante seu primeiro consistório, o papa Gregório XII criou 4 novos cardeais, todos da península italiana. Os quatro novos cardeais foram:
1. Antonio Correr, C.R.S.G.A. morreu em 19 de janeiro de 1445.
2. Gabriele Condulmer, C.R.S.G.A., morreu em 23 de fevereiro de 1447.
3. Giovanni Dominici, O.P., morreu em 10 de junho de 1419; beatificado em 1832
4. Jacopo del Torso morreu em 1413.

## 19 de setembro de 1408
Em 19 de setembro, durante seu segundo e último consistório, o papa Gregório XII criou 10 novos cardeais. Os dez novos cardeais foram:
1. Ludovico Bonito morreu em 18 de setembro de 1413.
2. Angelo Cino morreu em 21 de junho de 1412.
3. Angelo Barbarigo morreu em 16 de agosto de 1418.
4. Bandello Bandelli morreu em outubro de 1416.
5. Philip Repington, Can.Reg.O.S.A. morreu em 1424, provavelmente antes de 1 de agosto.
6. Matthäus von Krakau, morreu em 5 de março de 1410.
7. Luca Manzoli, O.Hum., morreu em 14 de setembro de 1411.
8. Vicente de Ribas, O.S.B. morreu em 10 de outubro de 1408.
9. Pietro Morosini, júnior morreu em 11 de agosto de 1424.
10. Ottaviano Ottaviani